# Vezényi Pál
Vezényi Pál (Makó, 1935. június 29. – Svájc, 2007. szeptember 25.) magyar író, kritikus, újságíró, műfordító, esszéíró, etnográfus. A Magyar Írószövetség tagja.

## Életpályája
Egyetemi tanulmányait a Szegedi Tudományegyetem magyar irodalom és történelem szakán végezte el. Az 1956-os forradalom idején emigrált, Svájcban telepedett le. A fribourgi egyetemen néprajzot, középkori történelmet és német irodalmat tanult. 1960-ban bölcsész doktor lett. 1960–1962 között az Ost-Europa Bibliothek könyvtárosa volt. 1963-ban a Fribourg melletti Düdingenben könyvkereskedő lett. Zürichbe költözött, könyvkereskedést nyitott. 1981–1984 között a Svájci Magyar Hirdető című tájékoztató közlöny, 1984–1989 között a Magyar Hirdető, 1989-től a Magyar Lap kiadója és szerkesztője volt.

## Művei
- Bibliographia Academica Germaniae. I. Göttingen, München, 1700-1960 (München-Pullach, 1970)
- "Üvölts a farkasokkal" (regény, 1993)
- Pocsolyaország; Xénia, Bp., 1998
- A Répce-sík művészei (1998)
- Pápai emlékek (2000)
- A jegesmedvebőr (2002)
- Svájc közelről (2006)